# Marius Goldhorn

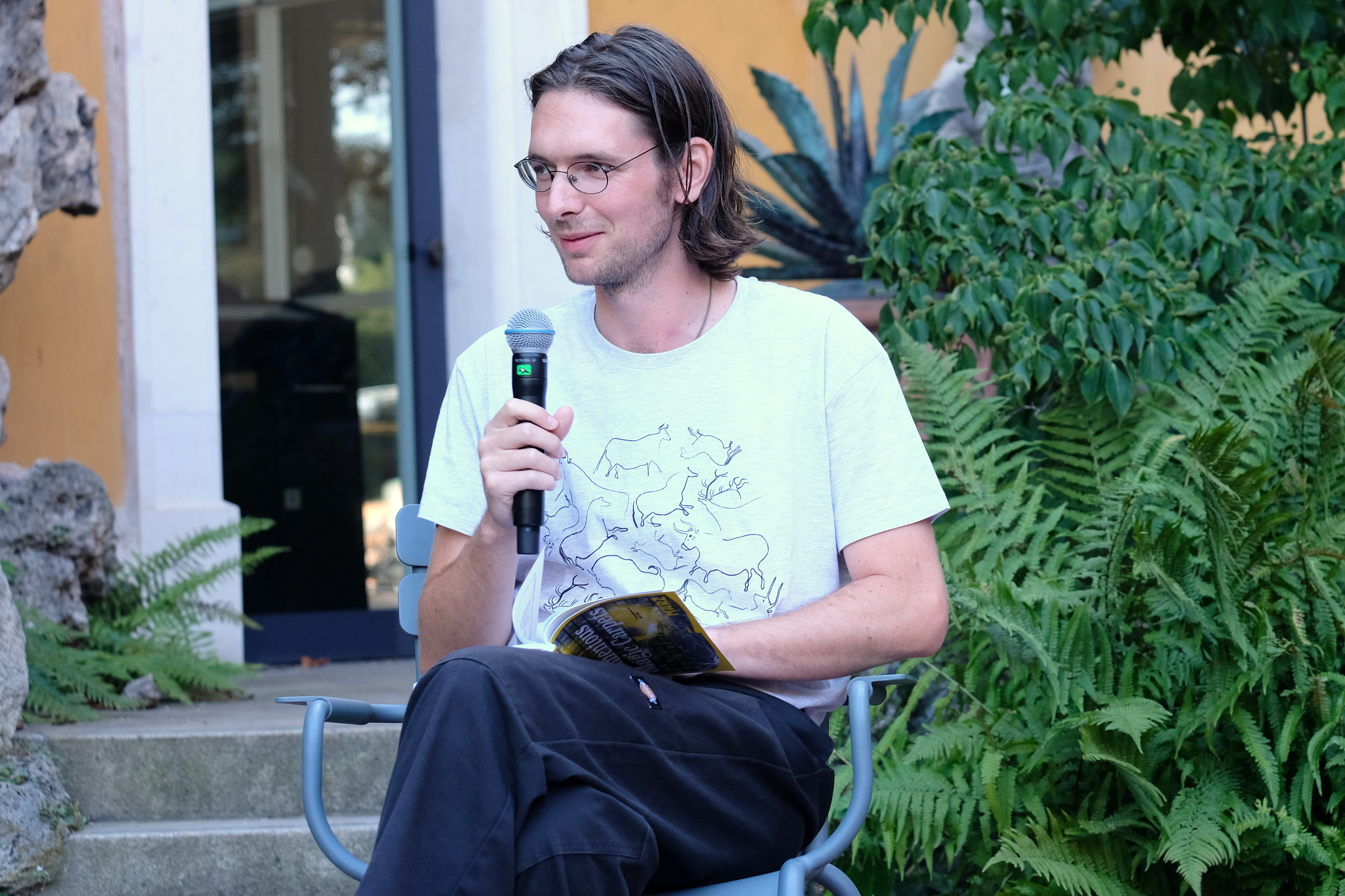
Marius Goldhorn (2022)

Marius Goldhorn (* 12. Dezember 1991 in Lahnstein) ist ein deutscher Schriftsteller.

## Leben
Marius Goldhorn ist „im St. Elisabeth Krankenhaus, Lahnstein“ geboren und wuchs als Sohn einer belgischen Mutter und eines deutschen Vaters in Koblenz auf. Über seine Jugend, so der Autor in einem Gespräch mit der taz, gebe es „nicht so viel zu erzählen [...], außer, dass es mich stark geprägt hat, von unserer Wohnung immer auf den Parkplatz mit den Reisebussen der Rheintouristen zu schauen“. Goldhorn studierte von 2012 bis 2017 Geschichte und Philosophie in Berlin sowie Kreatives Schreiben am Literaturinstitut der Universität Hildesheim. Er schätzt Richard Brautigan und veröffentlichte mehrfach in der seit 2015 beim Verbrecher Verlag angesiedelten vierteljährlichen Literaturzeitschrift Metamorphosen sowie in dem Kulturmagazin Das Wetter.
Mit einer „Desktop Lecture“ war Goldhorn 2020 Teilnehmer des Prosanova Festival („Softes Genießen“). Im selben Jahr erschien der Gedichtband Yin im Korbinian Verlag.
2020 veröffentlichte Marius Goldhorn seinen Debütroman Park, der als intelligente Fortführung der Popliteratur Würdigung fand. „Karge Sprache und poetische Kraft“ attestierte die F. A. Z. dem Text, der 2021 auch in einer Hörspielfassung des Autors produziert wurde.
2021 wurde Park im Thalia Theater, Hamburg und 2022 im Theater Neumarkt, Zürich für das Theater adaptiert. 2022 war er Stipendiat des Internationalen Literaturhauses, Brüssel.

## Veröffentlichungen

### Selbstständige Publikationen
- Meditation, mein Vater und ich. Carl Hanser Verlag, München 2016 (Hanser Box), ISBN 978-3-446-25385-8 (Kindle-Ausgabe.)
- Ein unübersichtlicher Gott. Sukultur, Berlin 2019, ISBN 978-3-95566-102-1 (Essay)
- Park. Roman. Suhrkamp, Berlin 2020, ISBN 978-3-518-12764-3 (Edition Suhrkamp)
- YIN. Korbinian Verlag, Berlin 2020, ISBN 978-3-9821220-3-8 (Gedichtsammlung)
- Ein faszinierender Plan. Zusammen mit Enis Maci, Mazlum Nergiz, Tanita Olbrich und Pascal Richmann. Spectorbooks, Leipzig 2021, ISBN 978-3-95905-473-7 (Volte Expanded.)

### Andere (Auswahl)
- Fallout 3 Oder: Die Kinder des Atoms, in: Michael Watzka / Moritz Müller-Schwefe / Philipp Böhm (HG.): Glitch. Metamorphosen 24. Berlin, ISBN 978-3-95732-398-9 S. 20ff.
- 2004-Internet-Explorer-Boy Logbuch Suhrkamp
- X-tinktion. x-risk. exit. ext. Text. Logbuch Suhrkamp